# Општина Житиште
Општина Житиште је једна од општина у Републици Србији. Налази се у АП Војводина и спада у Средњобанатски управни округ. По подацима из 2004. општина заузима површину од 525 km² (од чега на пољопривредну површину отпада 47.696 ha, а на шумску 234 ha. Седиште општине је насеље Житиште. Општина Житиште се састоји од 12 насеља. Према прелиминарним подацима са последњег пописа 2022. године у општини је живело 13.412 становника (према попису из 2011. било је 15.573 становника). По подацима из 2004. природни прираштај је износио -11,6‰, а број запослених у општини износи 3321 људи. У општини се налази 10 основних школа.

## Насељена места
- Житиште
- Банатски Двор
- Банатско Вишњићево
- Банатско Карађорђево
- Међа
- Нови Итебеј
- Равни Тополовац
- Српски Итебеј
- Торак
- Торда
- Хетин
- Честерег

## Етничка структура

### Попис 2002.
- Срби (61,9%)
- Мађари (19,69%)
- Румуни (9%)
- Роми (3,75%)
- Југословени (1,3%)

### Попис 2011.
| Етнички састав према попису из 2011.‍ | Етнички састав према попису из 2011.‍ | Етнички састав према попису из 2011.‍ | Етнички састав према попису из 2011.‍ | Етнички састав према попису из 2011.‍ |
| ------------------------------------ | ------------------------------------ | ------------------------------------ | ------------------------------------ | ------------------------------------ |
|                                      |                                      |                                      |                                      |                                      |
| Срби                                 | Срби                                 |                                      | 10.436                               | 61,97%                               |
| Мађари                               | Мађари                               |                                      | 3.371                                | 20,02%                               |
| Румуни                               | Румуни                               |                                      | 1.412                                | 8,38%                                |
| Роми                                 | Роми                                 |                                      | 838                                  | 4,94%                                |
| Хрвати                               | Хрвати                               |                                      | 63                                   | 0,37%                                |
| Југословени                          | Југословени                          |                                      | 38                                   | 0,23%                                |
| Црногорци                            | Црногорци                            |                                      | 22                                   | 0,13%                                |
| Бугари                               | Бугари                               |                                      | 17                                   | 0,10%                                |
| Горанци                              | Горанци                              |                                      | 13                                   | 0,08%                                |
| Немци                                | Немци                                |                                      | 13                                   | 0,08%                                |
| Македонци                            | Македонци                            |                                      | 8                                    | 0,05%                                |
| Албанци                              | Албанци                              |                                      | 6                                    | 0,04%                                |
| Словаци                              | Словаци                              |                                      | 5                                    | 0,03%                                |
| Буњевци                              | Буњевци                              |                                      | 4                                    | 0,02%                                |
| Муслимани                            | Муслимани                            |                                      | 4                                    | 0,02%                                |
| Словенци                             | Словенци                             |                                      | 3                                    | 0,02%                                |
| Руси                                 | Руси                                 |                                      | 1                                    | 0,01%                                |
| Русини                               | Русини                               |                                      | 1                                    | 0,01%                                |
| Украјинци                            | Украјинци                            |                                      | 1                                    | 0,01%                                |
| остали                               | остали                               |                                      | 14                                   | 0,08%                                |
| Регионална припадност                | Регионална припадност                |                                      | 116                                  | 0,69%                                |
| неизјашњени                          | неизјашњени                          |                                      | 409                                  | 2,43%                                |
| непознато                            | непознато                            |                                      | 52                                   | 0,31%                                |
| укупно: 16.841                       |                                      |                                      |                                      |                                      |

Насеља са већинским српским становништвом су: Житиште, Банатско Вишњићево, Банатско Карађорђево, Међа, Равни Тополовац, Српски Итебеј и Честерег.
Насеља су већинским мађарским становништвом су: Нови Итебеј, Торда и Хетин.
Торак има већинско румунско становништво. Банатски Двор има релативну српску већину.

## Познате личности
- Радомир Антић
- Радослав Бечејац
- Џони Вајсмилер